# قانون تایهو
قانون تایهو (永徽律令) یک سازماندهی مجدد اداری بود که در سال ۷۰۳ در ژاپن، در پایان دوره آسوکا تصویب شد. از نظر تاریخی یکی از قوانین در ارتباط با سیستم ریتسوریو (سیستم حقوقی بر اساس کنفسیوس‌گرایی و قوانین چینی در ژاپن) بود.